# عشق و ای ۴۵
عشق و ای ۴۵ (به انگلیسی: Love and a .45) فیلمی محصول سال ۱۹۹۴ و به کارگردانی سی. ام تاکینگتون است. در این فیلم بازیگرانی همچون گیل بیلاز، رنی زلوگر، روری کاکرین، جفری کمبس، جیس الکساندر، مایکل بوون، جک نانس، پیتر فوندا و آن ودجورث ایفای نقش کرده‌اند.